# سیاره کربنی

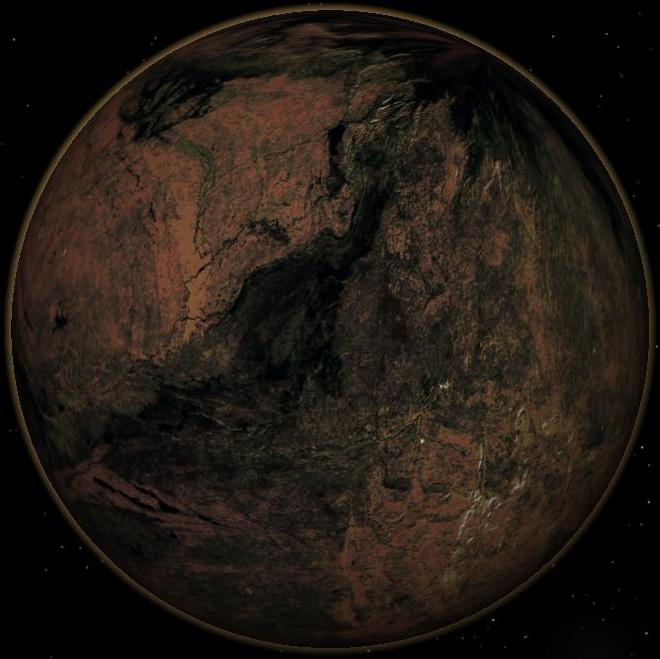
تصویری فرضی از سیاره کربنی. سطح آن به دلیل رسوبات هیدروکربنی تیره و مایل به قرمز است.

سیاره کربنی یا سیاره الماسی نظریه پیشنهادی توسط مارک کوچنر است که به گونه‌ای خاص از سیاره‌ها اشاره دارد که دارای کربن فراوان و اکسیژن کمی باشند. با توجه به علم سیاره‌شناسی این سیاره‌ها متفاوت با زمین، مریخ و ناهید که سیاره‌هایی با ترکیبات سیلیکونی-اکسیژنی هستند، می‌باشند. این نظریه اکنون محبوبیت فراوانی دارد و توسط محققین بزرگ، نظریه‌ای با ایده‌های معقول دانسته می‌شود. 